# Biała księżniczka (miniserial)
Biała księżniczka – brytyjsko-amerykański miniserial (dramat historyczny) wyprodukowany przez Company Pictures Playground, który jest luźną adaptacją powieści Philippy Gregory pod tym samym tytułem. Serial był emitowany od 16 kwietnia 2017 do 4 czerwca 2017 przez Starz. Kontynuacja serialu Biała królowa.
5 czerwca 2017 stacja Starz zakończyła serial po jednym sezonie. W 2019 powstała kontynuacja Hiszpańska księżniczka.

## Fabuła
Akcja serialu rozpoczyna się w 1485 roku, opowiada o życiu młodej księżniczki, Elżbiety York, która ma wyjść za mąż za króla Henryka Tudora. Musi wybrać pomiędzy przyszłym mężem a bratem.

## Obsada

### Główna
- Jodie Comer  jako Elżbieta York[3]
- Rebecca Benson jako Małgorzata Pole
- Jacob Collins-Levy jako Henryk VII Tudor[4]
- Kenneth Cranham jako biskup John Morton
- Essie Davis jako Elżbieta Woodville[4]
- Rossy de Palma jako Izabela I Kastylijska
- Richard Dillane jako Thomas Stanley
- Anthony Flanagan jako Francis Lovell
- Patrick Gibson jako Perkin Warbeck[5]
- Caroline Goodall jako Cecylia Neville
- Adrian Rawlins jako John de la Pole
- Amy Manson jako Catherine „Cathy” Gordon[5]
- Vincent Regan jako Jasper Tudor[4]
- Suki Waterhouse jako Cecily of York[4]
- Joanne Whalley jako Małgorzata York[4]
- Andrew Whipp jako sir Richard Pole[5]
- Michelle Fairley jako Małgorzata Beaufort[6]

### Drugoplanowe
- Nicholas Audsley jako lord Strange
- Rhys Connah jako  Edward „Teddy” Plantagenet (dziecko)
- Albert de Jongh jako  Edward „Teddy” Plantagenet (nastolatek)
- Heidi Ely jako książę Bridget
- Oliver Hembrough jako John de la Pole
- Rosie Knightley jako księżniczka Anne
- Ava Masters jako księżniczka Catherine
- Rollo Skinner jako Ned
- Susie Trayling jako Elizabeth „Eliza” de la Pole
- Guy Williams jako William Stanley
- Iain Batchelor jako Maksymilian I Habsburg
- Dorian Grover jako Philip
- Zazie Hayhurst jako Rettie
- Billy Barratt jako Artur Tudor
- Woody Norman jako Henryk VIII Tudor

## Odcinki
| # | Tytuł                         | Reżyseria      | Scenariusz                    | Premiera Starz   | Premiera HBO                   |
| - | ----------------------------- | -------------- | ----------------------------- | ---------------- | ------------------------------ |
| 1 | In Bed With The Enemy         | Jamie Payne    | Emma Frost                    | 16 kwietnia 2017 | 2017 (HBO GO 17 kwietnia 2017) |
| 2 | Hearts and Minds              | Jamie Payne    | Emma Frost                    | 23 kwietnia 2017 | 2017 (HBO GO 24 kwietnia 2017) |
| 3 | Burgundy                      | Jamie Payne    | Emma Frost                    | 30 kwietnia 2017 | 2017 (HBO GO 1 maja 2017)      |
| 4 | The Pretender                 | Alex Kalymnios | Sarah Dollard, Emma Frost     | 7 maja 2017      | 2017 (HBO GO 8 maja 2017)      |
| 5 | Traitors                      | Alex Kalymnios | Loren McLaughlan, Amy Roberts | 14 maja 2017     | 2017 (HBO GO 15 maja 2017)     |
| 6 | English Blood on English Soil | Alex Kalymnios | Emma Frost, Alice Nutter      | 21 maja 2017     | 2017 (HBO GO 22 maja 2017)     |
| 7 | Two Kings                     | Jamie Payne    | Emma Frost                    | 28 maja 2017     | 2017 (HBO GO 29 maja 2017)     |
| 8 | Old Curses                    | Jamie Payne    | Sarah Phelps                  | 4 czerwca 2017   | 2017 (HBO GO 5 czerwca 2017)   |

### Produkcja
10 lutego 2016 stacja Starz zamówiła miniserial „Biała księżniczka”. W kwietniu 2016 ogłoszono, że tytułową rolę zagra Jodie Comer. W maju 2016 poinformowano, że Michelle Fairley wcieli się w rolę Małgorzaty Beaufort.
W połowie czerwcu 2016 do obsady dołączyli: Jacob Collins-Levy jako Henryk VII Tudor, Essie Davis jako Elżbieta Woodville, Vincent Regan jako Jasper Tudor, Suki Waterhouse jako Cecily of York oraz Joanne Whalley jako Małgorzata York. We wrześniu 2016 ogłoszono, że Patrick Gibson, Andrew Whipp oraz Amy Manson dołączyli do obsady dramatu historycznego.